# Arthroleptis xenodactylus
Arthroleptis xenodactylus är en groddjursart som beskrevs av George Albert Boulenger 1909. Arthroleptis xenodactylus ingår i släktet Arthroleptis och familjen Arthroleptidae. IUCN kategoriserar arten globalt som sårbar. Inga underarter finns listade i Catalogue of Life.